# Provincia di Chumbivilcas
La provincia di Chumbivilcas è una provincia del Perù, situata nella regione di Cusco.

## Geografia antropica

### Suddivisioni amministrative
È divisa in 8 distretti:
- Santo Tomás
- Capacmarca
- Chamaca
- Colquemarca
- Livitaca
- Llusco
- Quiñota
- Velille